# Ceroplástica
Se llama ceroplástica a la especialidad artística que consiste en modelar la cera. 

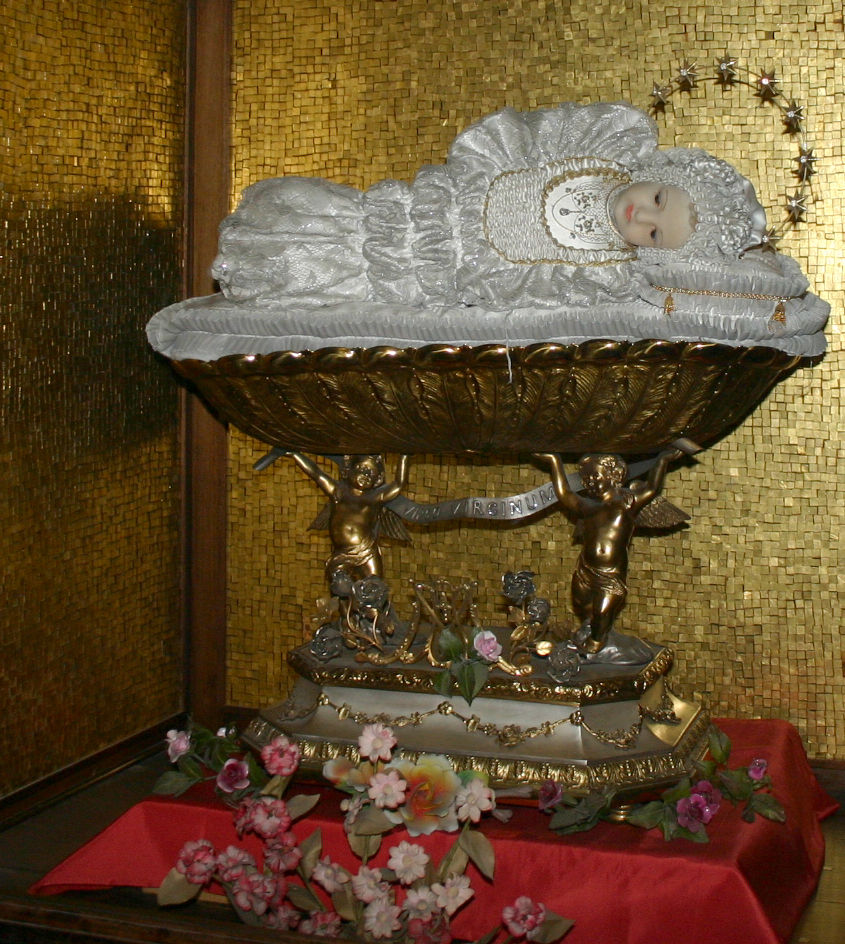
Estatua de cera en la catedral de Milán.

## Historia
La ceroplástica se convirtió en un arte en el Renacimiento italiano tomando como origen los modelos en cera que hacían los grandes artistas y orfebres italianos de los siglos XIV y XV de aquellas obras que pensaban ejecutar. Luca della Robbia aprendió a modelar en cera, al igual que  Ghiberti, durante su ausencia de Florencia en 1400. 
Se distinguieron también en el modelado de la cera Michelozzo, Sansovino, que hizo en esa materia una copia del Laoconte alabada por Rafael, y el Tribolo. El mismo Rafael modeló en cera y se da como prueba de ello un busto de la Virgen poco menor que el natural. 
En la rica Capilla del Palacio Real de Múnich hay un bajorrelieve en cera de más de 60 centímetros de altura que representa el Descendimiento y se atribuye a Miguel Ángel. En la Galería de Florencia se conserva el modelo en cera que hizo el Cellini de su estatua de Perseo y que es bien superior al bronce. Desde aquellos tiempos no han cesado los escultores de los últimos siglos en emplear algunas veces la cera para modelas las obras que luego habían de ejecutar en otra materia más dura. Desde luego, la cera tuvo una aplicación constante para toda obra escultórica que se destinaba a ser fundida en bronce. El término fundido a cera perdida explica que no se conserven dichas obras que por reflejar el primer pensamiento del artista son interesantísimas. Las pocas que se conocen se destinan a reproducir por otros procedimientos. 
La facilidad de dar a la cera los colores del natural o bien por imitar esa materia la transparencia de la carne fueron causas de que se prefiriese la cera para modelar retratos. Orsino hizo el rostro de Lorenzo de Médicis al tamaño natural sirviéndole de mucho para este trabajo la dirección de Andrea Verrocchio. El tipo de retratos, muchos de los cuales fueron obras de aquel artista, cuyo mérito encomia Vasari.

## Medallones en cera
Estas obras de Orsino debieron ser la causa de que naciera un género de obras que perduraron por cerca de tres siglos: los medallones-retratos en cera, generalmente de perfil, de busto, pequeños, coloreados y con lujoso traje adornado con perlitas, diamantes y otras piedars finas, aplicados sobre un fondo de pizarra, de mármol o de marfil coloreado y encerrados en un marco, con cristal. 
A principios del siglo XVI ya estaban de moda en Italia los medallones. El artista que más se distinguió entonces en este género de trabajo fue Alfonso Lombardi de Ferrara, el cual hallándose en Colonia cuando la coronación de Carlos V obtuvo tal éxito con sus medallones que todos los señores de la comitiva del emperador quisieron que les retratara. En el segundo tercio de aquel siglo, no solo modelaron los orfebres sino que muchos gentiles hombres como Juan Bautista Pizzini de Siena y el Rosso de Guigni en Florencia, lo hicieron por afición.
Los artistas de Núremberg y de Augsburgo que venían haciendo medallones retratos en madera y piedra, al ver los de Lombardi adoptaron la cera como más apropiada al efecto y se ejecutaron obras notables que hoy se conservan en los museos de ese país. 
También penetró en Francia dicha moda en el siglo XVI. Los museos de Cluny y del Louvre en París y el de Breslau, poseen excelentes ejemplares que forman curiosas series iconográficas. Los medallones del Louvre proceden de la colección Sauvageot.
Fuera de Francia también se hicieron en los siglos XVII y XVIII notables medallones. Se conservan algunos firmados por C. Rapp, caballero que se distinguió también por sus trabajos en marfil y Weihenmeyer. La Kunstkammer de Berlín conserva gran número de retratos en cera de Raymond Faltz que trabajaba a fines del siglo XVII.

## Otras obras en cera
Las mascarillas y vaciados en cera se hacen desde el siglo XVIII. 
El primer museo de figuras de cera fue el que estableció Curtius en París en 1780. Figuras anatómicas ya las hicieron en Italia a fines del siglo XVI y luego, encontramos mención de las nuevas anatómicas en cera coloreada que había hecho Desnoües de la Academia de Bolonia y en 1723 se veían en París.

## La cera en México
Uno de los representantes mexicanos en el modelado de cera y que el Museo Soumaya conserva es Andrés García.
Sus obra destacan paisajes del día a día de la vida de los mexicanos. El modelado en cera logró un registro detallado de la sociedad mexicana de esa época.
Dentro de las obras creadas por Andrés García se encuentran: La Tortillera, Mendiga, Vendedora de carbón e India con chalupa (La mexicana).
La mayoría de sus obras se encuentran en el Museo de América en Madrid, España.